# Kroktjärnen (Anundsjö socken, Ångermanland, 707797-160789)
Kroktjärnen är en sjö i Örnsköldsviks kommun i Ångermanland och ingår i Gideälvens huvudavrinningsområde. Vid provfiske har bäckröding, småspigg och öring fångats i sjön.